# Koning van de Wereld
Koning van de Wereld is een Vlaamse miniserie in een regie van Guido Henderickx.
In de serie vertelt men het verhaal van Stan Vandewalle (Kevin Janssens), die een sportheld wordt. Op weg naar de top zijn er vele verleidingen: schone schijn, losse vrouwen, alcohol, drugs en geld ... veel geld. De serie werd uitgezonden op PRIME en VTM.

## Rolverdeling
- Kevin Janssens - Stan Van de Walle
- Koen de Bouw - Romain
- Jan Decleir - Max
- Carry Goossens - Vader
- Josse De Pauw - Platon
- Frank Vercruyssen - Kets
- Natali Broods - Julie
- Damiaan De Schrijver - Dumont
- Katelijne Damen - Moeder
- Stefaan Degand - Alois
- Benny Claessens - Fabien
- Mark Verstraete - Doctor Wolf
- Hilde Wils - Annie
- Rikkert Van Dijck - Bernier
- Els Dottermans - Nancy